# Enu
Pour les articles homonymes, voir Enu.
Enu est une île frontalière d'Indonésie située dans la mer d'Arafura, au sud de l'île d'Aru. Cette île corallienne fait partie du kabupaten de Maluku Tenggara de la province des Moluques.